# Ahuatempa, San Felipe Orizatlán
Ahuatempa är en ort i Mexiko.   Den ligger i kommunen San Felipe Orizatlán och delstaten Hidalgo, i den sydöstra delen av landet, 200 km norr om huvudstaden Mexico City. Ahuatempa ligger 199 meter över havet och antalet invånare är 334.
Terrängen runt Ahuatempa är kuperad söderut, men norrut är den platt. Runt Ahuatempa är det ganska tätbefolkat, med 248 invånare per kvadratkilometer. Närmaste större samhälle är Huejutla de Reyes, 18,5 km öster om Ahuatempa. Omgivningarna runt Ahuatempa är en mosaik av jordbruksmark och naturlig växtlighet.